# Julius Goltermann
Johann August Julius Goltermann (Amburgo, 15 luglio 1825 – Stoccarda, 4 aprile 1876) è stato un violoncellista e docente tedesco  del XIX secolo.

## Biografia
Nacque ad Amburgo e studiò violoncello con Friedrich August Kummer a Dresda prima di insegnare violoncello al Conservatorio di Praga dal 1850 al 1862, dove ebbe tra i suoi allievi il violoncellista David Popper. Tra il 1862 e il 1870 fu membro dell'orchestra di corte di Stoccarda. Si ritirò in pensione nel 1870 e morì a Stoccarda all'età di 50 anni.